# Stare Biernaty
Stare Biernaty – wieś sołecka w Polsce położona w województwie mazowieckim, w powiecie łosickim, w gminie Łosice.
W latach 1975–1998 miejscowość administracyjnie należała do województwa bialskopodlaskiego.
We wsi eksploatowane są pokłady torfu na granicy z sąsiednim Zakrzem. Wypełnione wodą wyrobiska powoli zarastają i stają się atrakcją wędkarską.
Wierni Kościoła rzymskokatolickiego należą do parafii Trójcy Świętej w Łosicach.

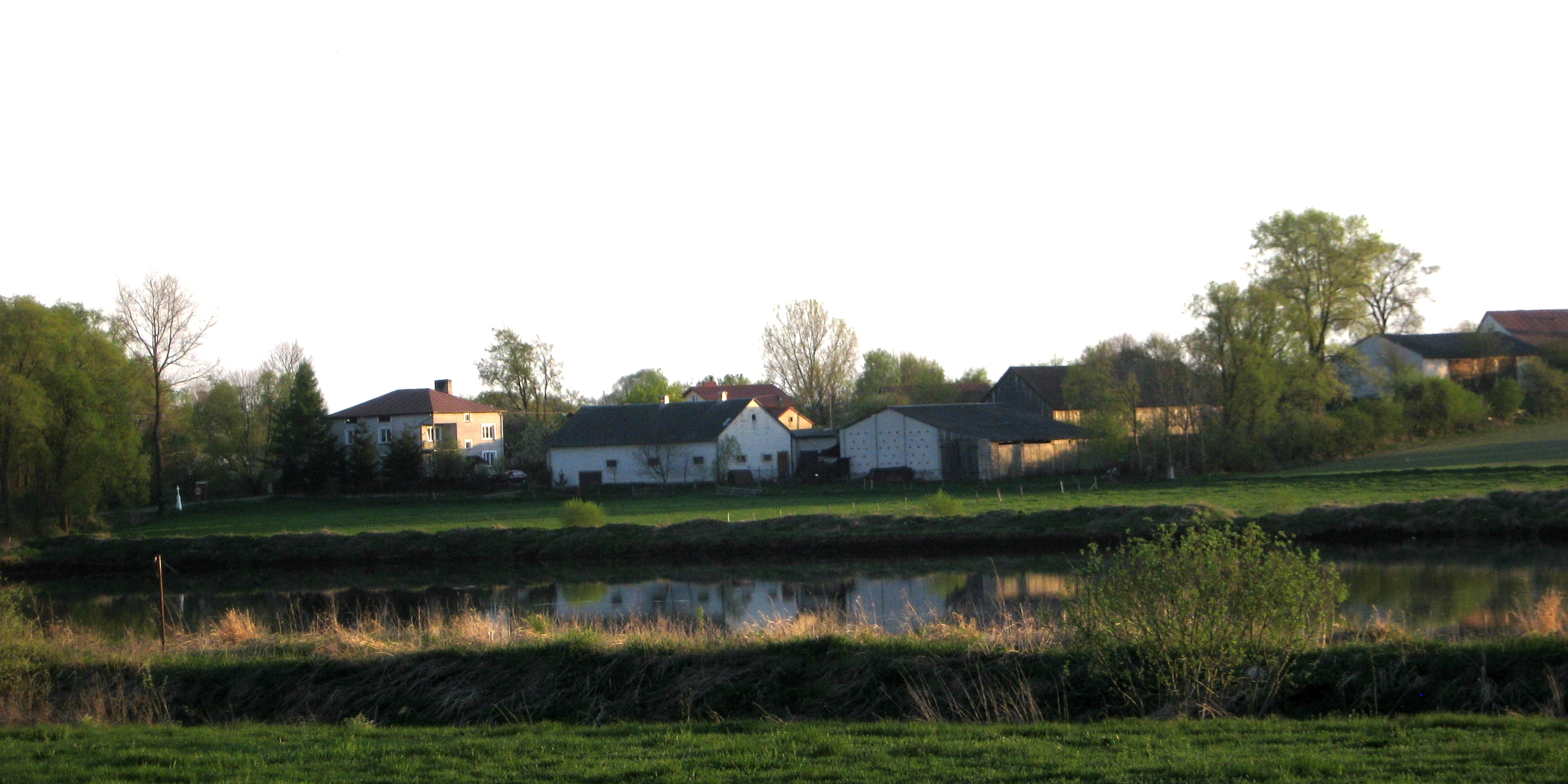
Widok na Stare Biernaty od strony Zakrza
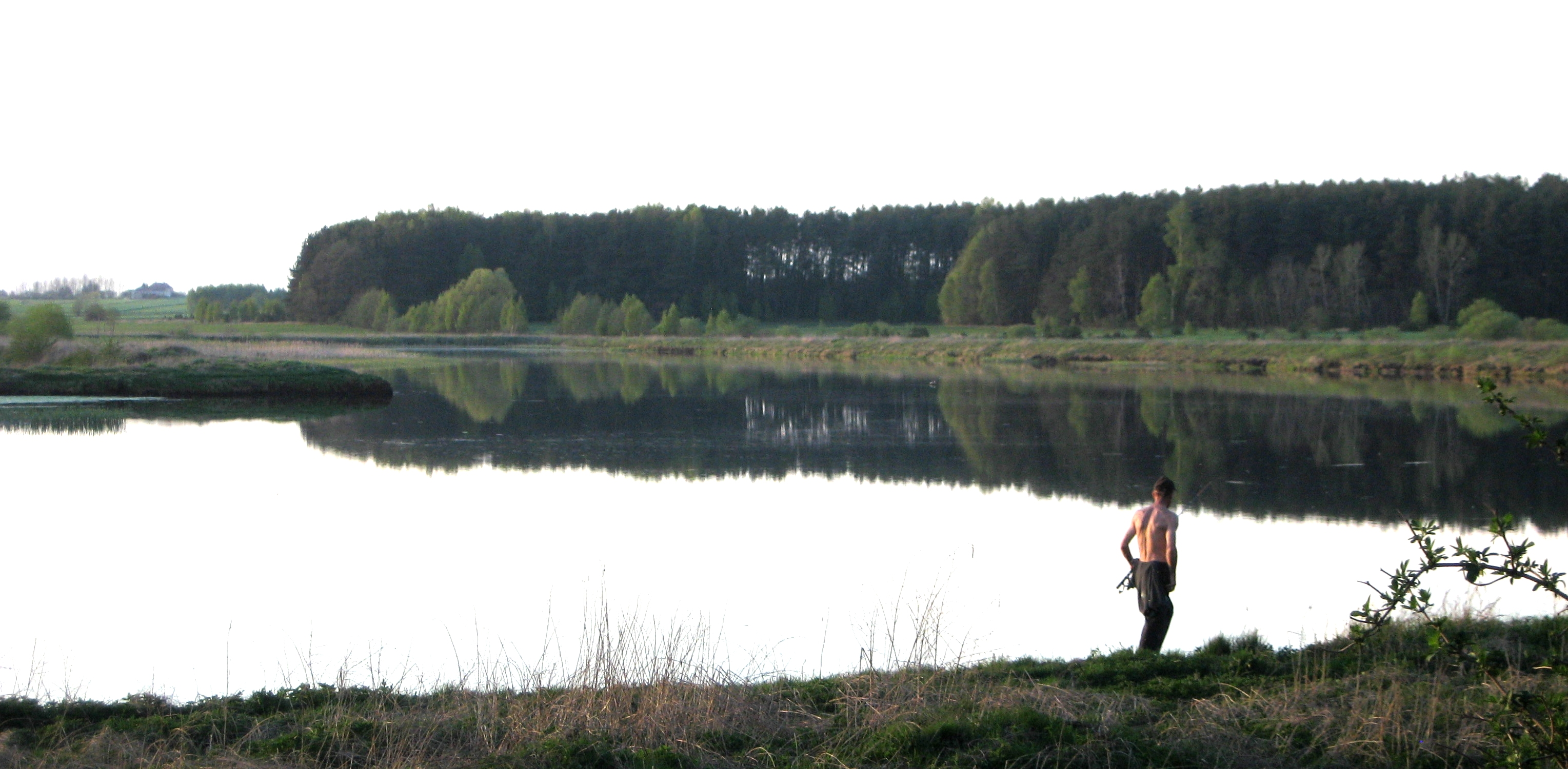
Stawy po wyeksploatowanym torfie